# Agnolo Bronzino

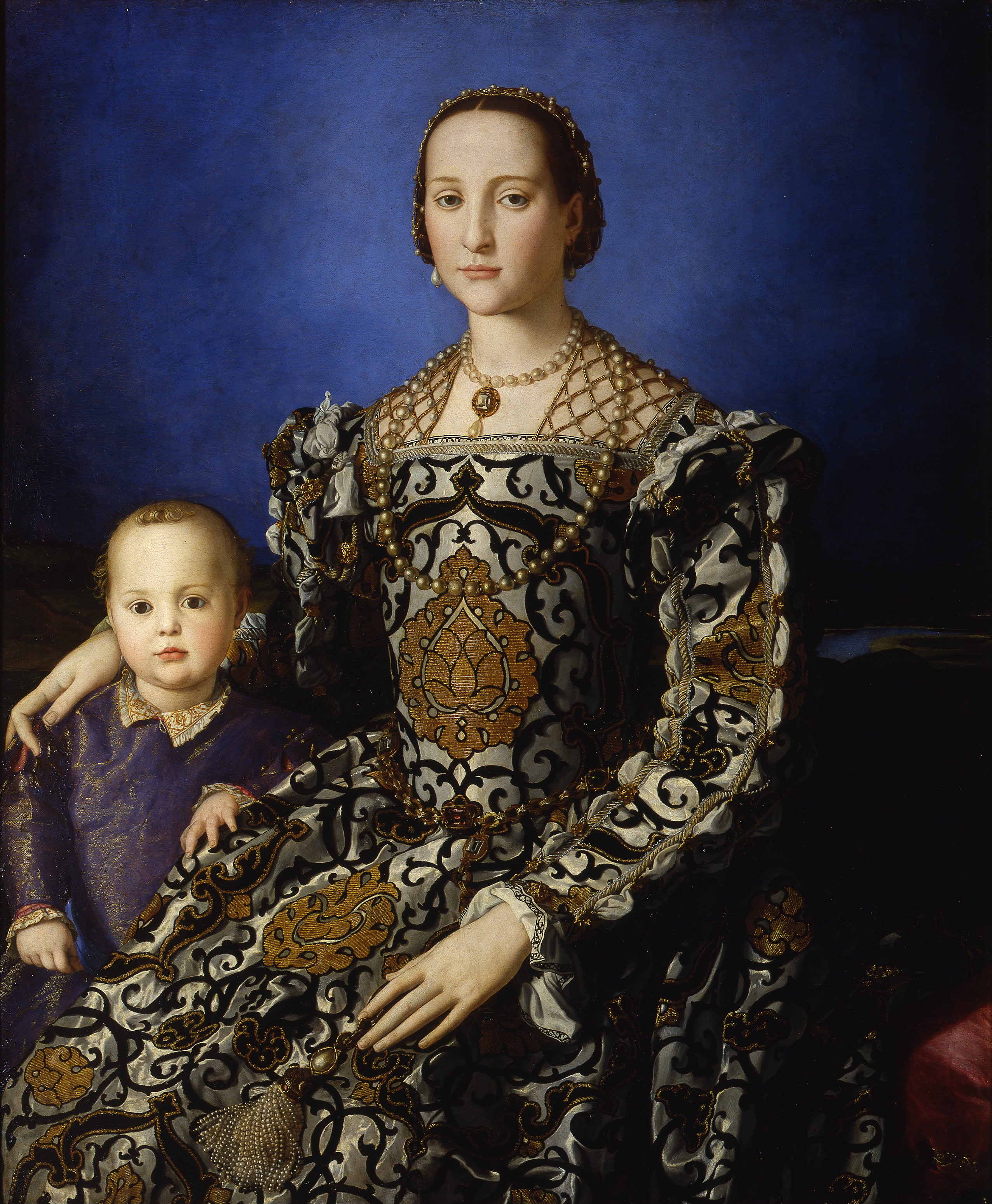
Portret Eleonory Toledańskiej z synem Giovannim (1540) Uffizi, Florencja

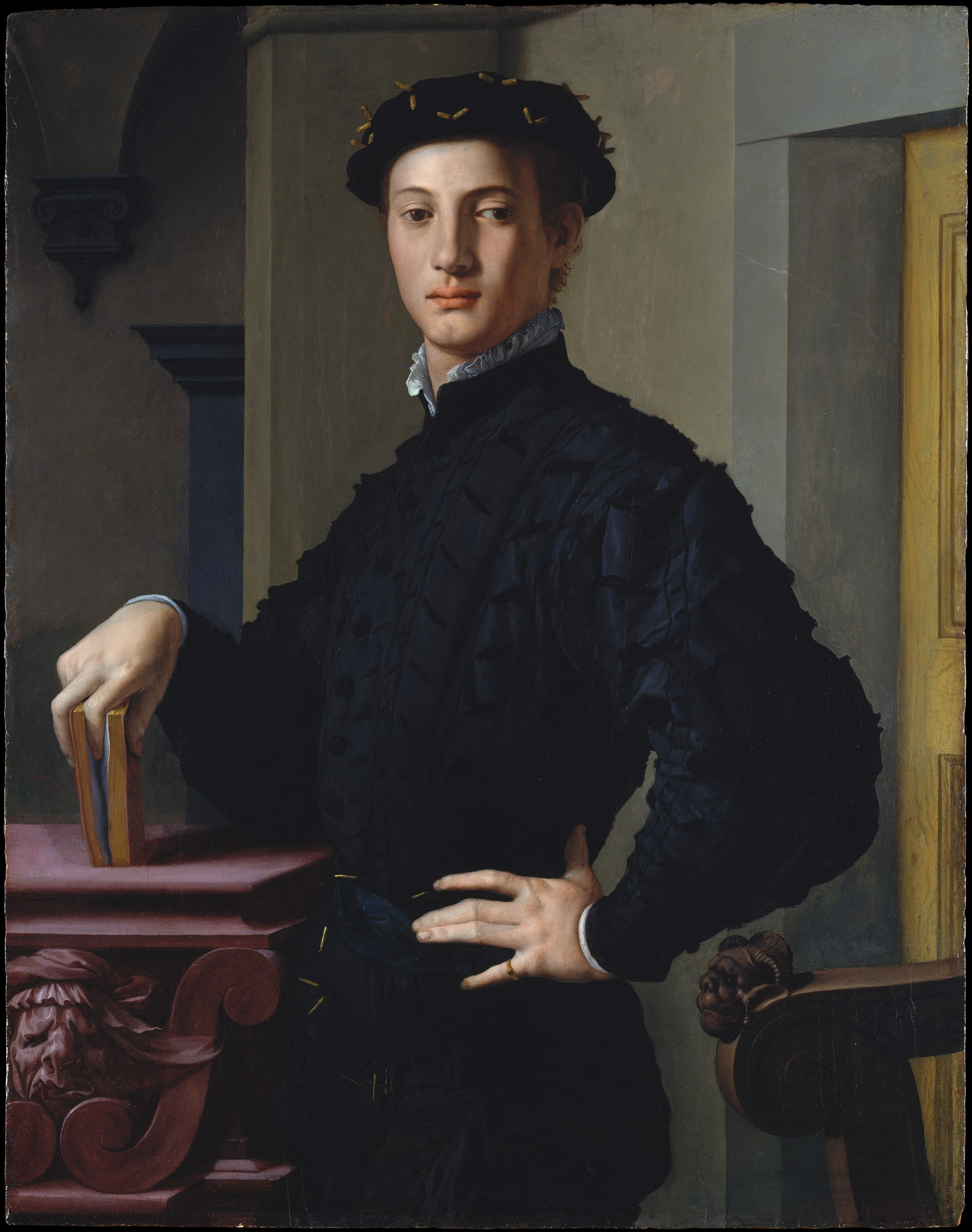
Portret młodego mężczyzny Metropolitan Museum of Art (1540), Nowy Jork

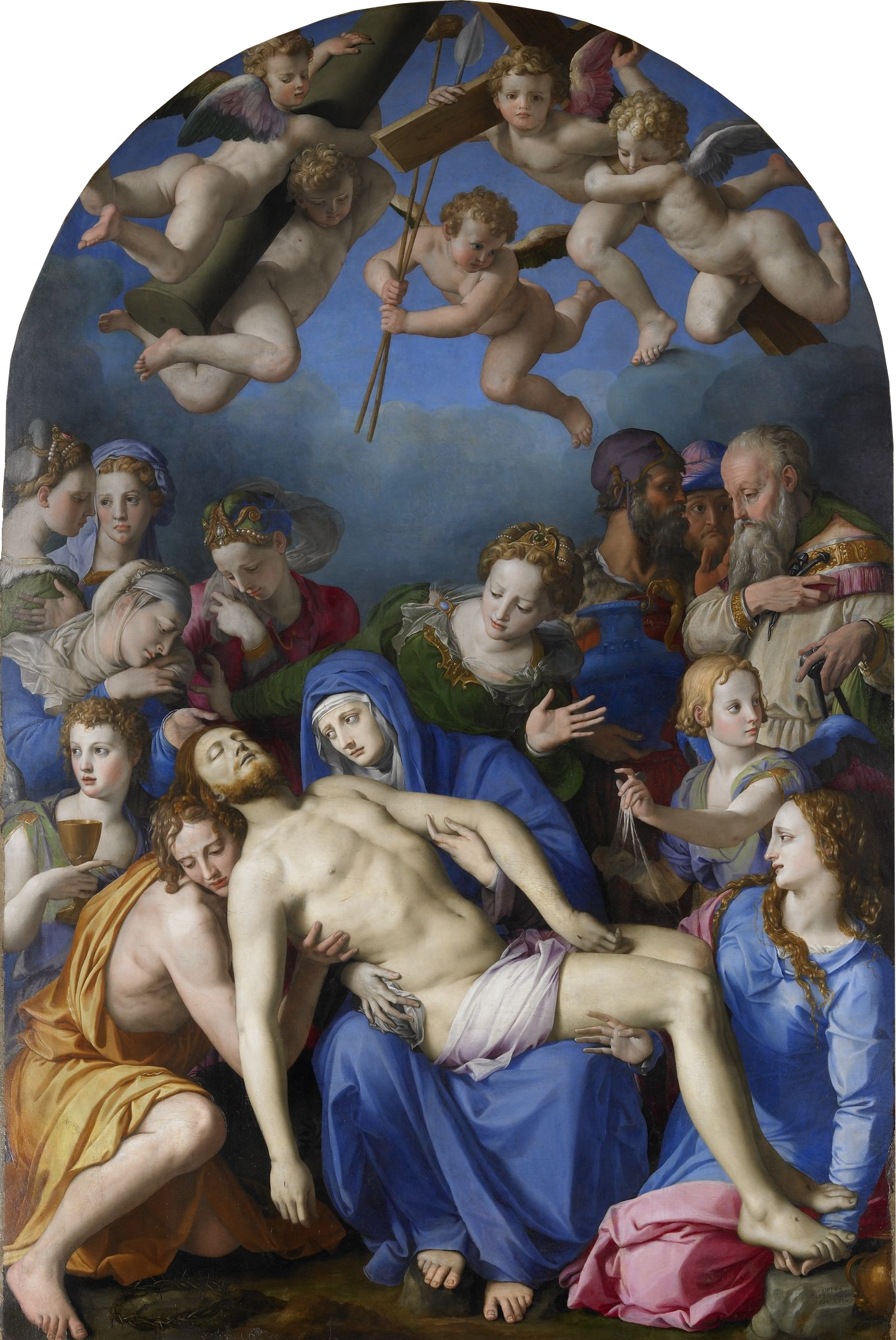
Zdjęcie z krzyża (ok. 1545) Musée des Beaux-Arts Besançon

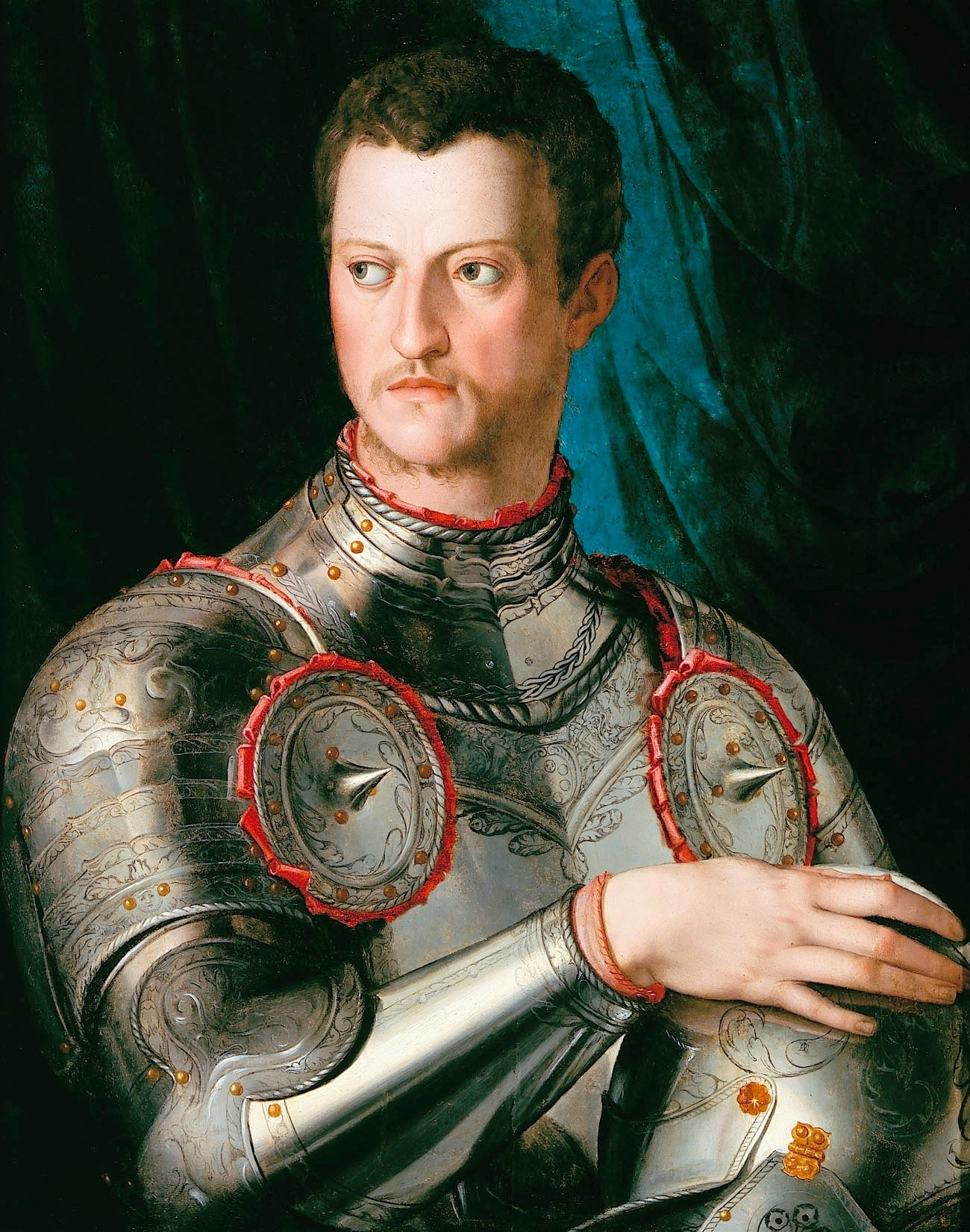
Portret Kosmy I Medyceusza w zbroi (ok. 1545) Galeria Malarstwa i Rzeźby Muzeum Narodowego w Poznaniu

Agnolo Bronzino, właśc. Agnolo di Cosimo di Mariano, zw. także Agnolo Tori lub Agnolo Allori (ur. 17 listopada 1503 w Monticelli koło Florencji, zm. 23 listopada 1572 we Florencji) – włoski malarz, rysownik i poeta okresu manieryzmu.

## Życiorys
Jego ojciec Cosimo di Mariano był rzeźnikiem. Terminował u mało znanego malarza Raffaellina del Garbo. W wieku 15 lat został uczniem Jacopa Pontorma, a później jego wieloletnim współpracownikiem. Współpracował z nim wykonując freski w kartuzji Galluzzo koło Florencji (1522–1525), w Villa Medici di Careggi (1535–1536) i Villa Medici di Castello (1538–1543). W latach 1530–1532 pracował na dworze księcia Urbino Francesco I Maria della Rovere. Około 1533 został nadwornym malarzem Medyceuszy we Florencji. W 1537 wstąpił do tamtejszego cechu Św. Łukasza. W 1541 został członkiem Accademia degli Umidi (Akademia Wilgotnych). W 1548 udał się na krótko do Rzymu gdzie studiował dzieła Michała Anioła. W latach 1550 i 1554 przebywał w Pizie skąd otrzymał kilka zamówień. W 1563 wraz z Vasarim i innymi artystami florenckimi założył Accademia delle Arti del Disegno (Akademia Rysunku).
Do końca życia pracował dla dworu Medyceuszy. Nie założył rodziny. W 1555 zamieszkał ze swoją siostrą, wdową po malarzu Cristofano Allorim, i jej dziećmi. Pochowany został w kościele San Cristoforo we Florencji.
Jego uczniami byli m.in. przybrany syn Alessandro Allori, Cristofano Allori, Raffaellino del Colle oraz Lorenzo Zacchetti.

## Twórczość
Był twórcą bardzo wszechstronnym. Malował obrazy religijne, mitologiczne i alegoryczne. Wykonywał liczne portrety członków rodziny książęcej oraz arystokracji toskańskiej. Wypracował nowy typ dworskiego malarstwa portretowego, przeciwstawny prądom weneckiego i lombardzkiego renesansu (Leonardo da Vinci, Tycjan, Lorenzo Lotto), który charakteryzował się maksymalną redukcją mimiki i gestów oraz ograniczeniem póz i wszelkiej ekspresji. Cechowała go hieratyczność, opanowanie, surowość i chłód. Przedstawione postacie przypominają rzeźby o nienagannym modelunku, zupełnie pozbawione indywidualizacji psychologicznej. Jedynie w portretach artystów i naukowców udawało mu się uchwycić psychologię i charakter przedstawianych postaci. Projektował gobeliny. W latach 1543–1553 według jego wzoru powstał cykl 16 arrasów o tematyce biblijnej, przeznaczonych do Sali Dwunastu w Palazzo Vecchio we Florencji (Historia Józefa). W latach 1540–1545 wykonał cykl fresków w prywatnej kaplicy Eleonory z Toledo. Tworzył także poezje. Inspirowała go twórczość Francesca Berniego. Pisał wiersze okolicznościowe, sonety, satyry, fraszki oraz żartobliwe ody np. o malarskim pędzlu i o rzodkiewce. Projektował również dekoracje teatralne. Jego twórczość cechuje elegancja kompozycji, doskonały rysunek, skomplikowany układ póz i gestów postaci, gładka matowa faktura oraz wyrafinowana kolorystyka.

### Dzieła
- Święta Rodzina – 1527-28, 101 × 79 cm, National Gallery of Art, Waszyngton
- Pigmalion i Galatea – 1529-30, 81 × 63 cm, Uffizi, Florencja
- Madonna z Dzieciątkiem i św. Janem – 1529-1530, Muzeum Narodowe we Wrocławiu
- Święta Rodzina ze świętym Janem – 1530, 117 × 93 cm, Uffizi, Florencja
- Pietà – ok. 1530, 105 × 100 cm, Uffizi, Florencja
- Guidobaldo de Montefeltro – 1530-32, 114 × 86 cm, Galleria Palatina, Florencja
- Młodzieniec z lutnią – 1530-40, 98 × 82 cm, Uffizi, Florencja
- Ugolino Martelli – ok. 1535, 102 × 85 cm, Gemäldegalerie, Berlin
- Bartolomeo Panciatichi – 1540, 104 × 84 cm, Uffizi, Florencja
- Lucrezia Panciatichi – 1540, 104 × 85 cm, Uffizi, Florencja
- Portret młodego mężczyzny Metropolitan Museum of Art – 1540, 95,6 cm × 74,9 cm, Nowy Jork
- Portret rzeźbiarza – 1540-50, 99 × 79 cm, Luwr, Paryż
- Admirał Andrea Doria jako Neptun – ok. 1540, 115 × 52 cm, Pinakoteka Brera, Mediolan
- Freski w kaplicy Eleonory de Toledo w Palazzo Vecchio we Florencji (1540-45)
  - Przejście przez Morze Czerwone – 1541-42, 320 × 490 cm
  - Wąż miedziany – 1542-44, 320 × 385 cm
  - Mojżesz sprawia, że woda wypływa ze skały i Zbieranie manny – ok. 1545, 320 × 150 cm i 320 × 150 cm
  - Sklepienie kaplicy – 1540-41, 490 × 385 cm
    - Św. Franciszek naznaczony zostaje stygmatami
    - Św. Maciej z lwem
    - Św. Jan Ewangelista z orłem
    - Michał Archanioł walczy ze smokiem
- Portret Eleonory Toledańskiej z synem Giovannim – 1544, 115 × 96 cm, Uffizi, Florencja
- Portret Gianni de Medici – 1545, 58 × 45 cm, Uffizi, Florencja
- Zdjęcie z krzyża – 1545, 268 × 173 cm, Muzeum Sztuk Pięknych i Archeologii w Besançon
- Dziewczyna z książką – 1545, 58 × 46 cm, Uffizi, Florencja
- Portret Kosmy I Medyceusza w zbroi – ok. 1545, 76 × 59 cm, Galeria Malarstwa i Rzeźby Muzeum Narodowego w Poznaniu
- Portret Cosimo i w zbroi – ok. 1545, 74 × 58 cm, Uffizi, Florencja
- Alegoria czasu i miłości lub Wenus i Kupido – ok. 1545, 146 × 116 cm, National Gallery w Londynie
- Stefano Sciarra Colonna – 1546, 125 × 95 cm, Galleria Nazionale d’Arte Antica, Rzym
- Inżynier Luca Martini – ok. 1550, 101 × 79 cm, Galeria Palatina, Florencja
- Francesco de Medici w wieku młodzieńczym – 1551, 58 × 41 cm, Uffizi, Florencja
- Święta Rodzina – 1555-60, 117 × 99 cm, Muzeum Sztuk Pięknych im. Puszkina w Moskwie
- Laura Battiferri – 1555-60, 83 × 60 cm, Palazzo Vecchio, Florencja
- Noli me tangere – 1561, 289 × 191 cm, Luwr, Paryż
- Święta Rodzina wraz ze św. Anną i św. Janem – bd., 133 × 101 cm, Luwr, Paryż